# Penitenziario femminile per reati sessuali
Penitenziario femminile per reati sessuali (Frauengefängnis) è un film del 1975, diretto da Jesús Franco. Rientra nel filone delle Women in prison.

## Trama
In un'isola di un Paese dell'America Latina c'è un penitenziario dove, rinchiuse con la scusa di reati sessuali, le carcerate subiscono angherie e torture dalla direttrice, dall'aguzzino Nestor e da Carlos Costa, un infermiere che dopo avere ucciso il dr. Moore ne ha usurpato il nome e il posto.
Maria viene incarcerata perché ha colpito il patrigno mentre tentava di violentarla, senza sapere che lo stesso è stato ucciso dalla direttrice, già sua amante. Compagne di cella e di disumane torture sono la pazza Rosario e Berta. Questa, inviando una lettera di denuncia al Governatore (che è in combutta con il personale), provoca un rincrudimento della situazione. Disperate, le tre donne si fanno ricoverare in infermeria, approfittando della concupiscenza dell'infermiere, che uccidono, quindi si danno alla fuga. Quando stanno per essere raggiunte da Nestor, un guardiano pietoso uccide l'aguzzino e le lascia correre verso il mare e verso la libertà.